# Ballad of This Land
Ballad of This Land är ett studioalbum av Nicolai Dunger, utgivet 2011. På skivan har Dunger inspirerats av sin tvååriga vistelse på Irland och i synnerhet mötet med folkmusikern Tommy Daron, som också tillägnats ett spår på skivan, "Tommy Daron Tune".

Dunger själv uttalade sig om skivan på följande sätt: 
| ”                | Jag har länge velat spela in en akustisk skiva som är mer vokaldriven, vilket är det egentliga ursprunget i mitt uttryck. Att röst och text skulle få vara det centrala i musiken. Mötet med Tommy blev verkligen en katalysator för mig. | „ |
| – Nicolai Dunger | |   |

Skivan har producerats av Jari Haapalainen och Nille Perned och bland gästartisterna märks Sara Isaksson, Toni Holgersson, Cecilia Österholm och Tomas Hallonsten.

## Låtlista
1. "Clouds" - 3:07
2. "Tommy Daron Tune" - 4:55
3. "Chosen One" - 3:48
4. "Child Respond" - 3:23
5. "Words" - 3:34
6. "Lost in Freedom" - 3:35 Text: Kristina Sigunsdotter
7. "Wind and the Mountain" - 4:04
8. "Treasure Chest" - 3:27
9. "This Land" - 4:37

## Mottagande
Albumet fick ett i huvudsak gott mottagande när det släpptes och snittar på 3,6/5 på Kritiker.se, baserat på tolv recensioner.